# Kšitigarbha
Kšitigarbha je bódhisattva, který je uctíván jako ochránce pocestných, žen a dětí, zachránce z pekelných světů a průvodce dětí v posmrtných říších. V Japonsku je znám pod jménem Džizó a v Číně jako Ti-cchang.
Jeho jméno bývá překládáno jako „lůno země“, popřípadě se Kšitambharovi říká „zemní bódhisattva“. V Číně patří Ti-chang mezi čtyři velké bódhisattvy (Ti-cchang, Maňdžušrí, Samantabhadra, Kuan-jin).

## Ikonografie

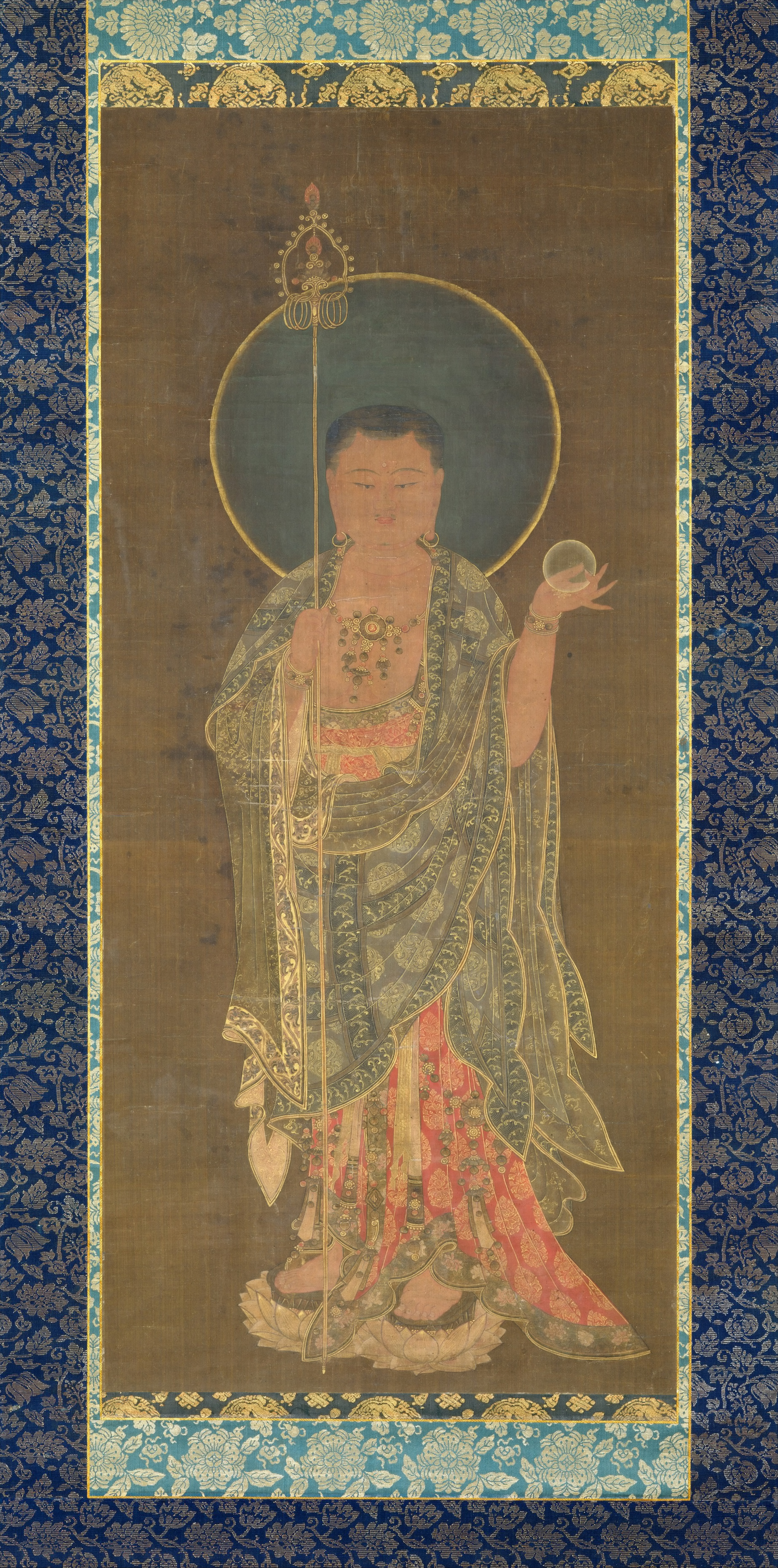
Na svitku ze 14. století, Korea

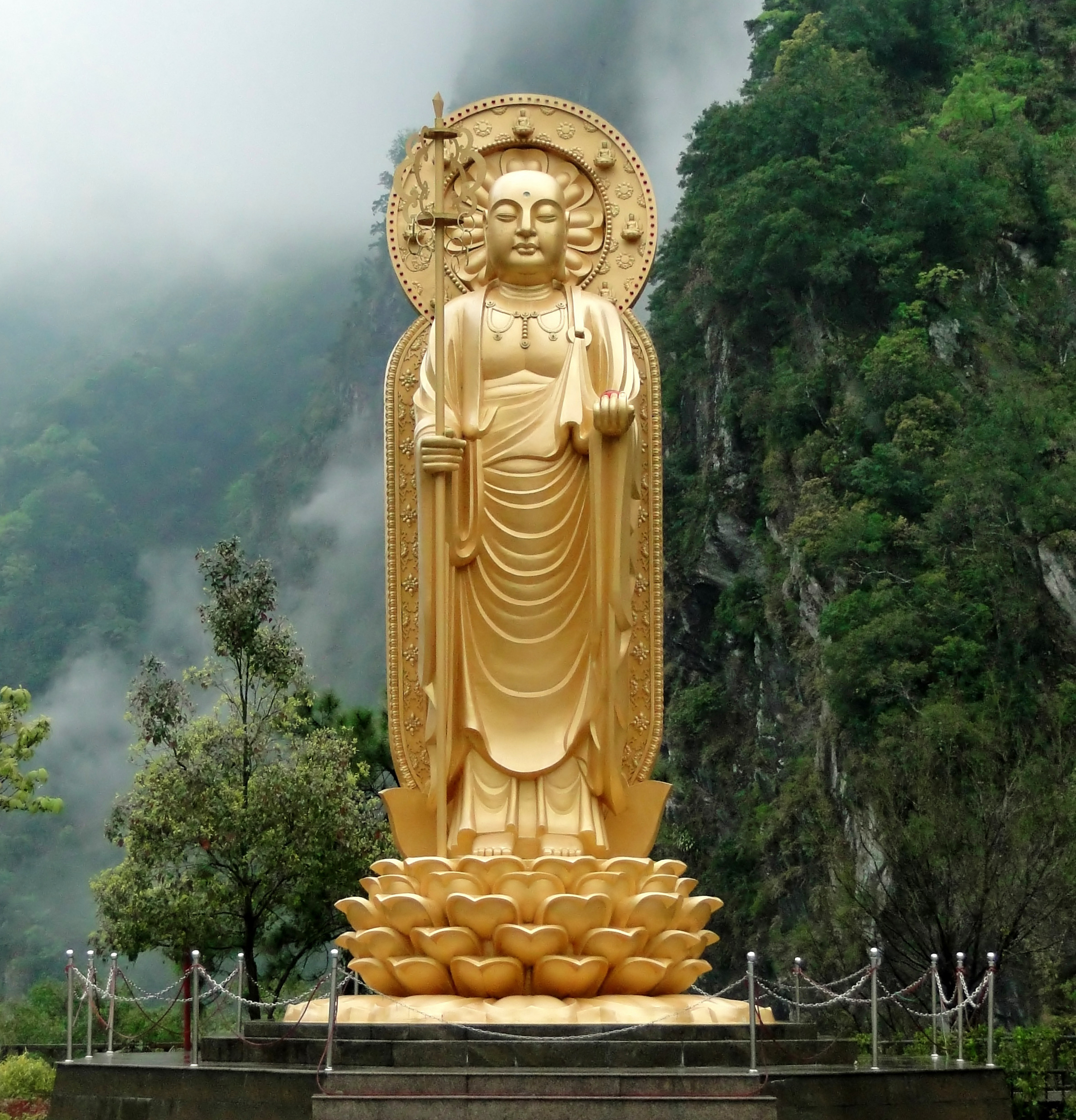
Socha v tchajwanském chrámu Hsiang-Te

Obvykle je zobrazován s oholenou hlavou a v mnišském hábitu. V levé ruce obyčejně drží čintámani, klenot splňující přání. V pravé ruce třímá hůl se šesti kruhy. Každý kruh připomíná jeden z šesti světů (gati), kde Kšitambhara pomáhá živoucím bytostem.
V Číně se ikonografie mírně liší. Na mnišské holi má připevněno šest zvonků, které dokáží otevřít brány pekla. Občasně bývá zobrazován v sedě, sedící na lotosovém trůně.
Po legalizaci potratů v roce 1948 se v Japonsku začaly provádět buddhistické obřady za nenarozené děti, a jelikož bývá Džizó uctíván jako jejich ochránce, lze často poznat místa, kde se provádějí tyto obřady, podle Džizóových soch. Po celém území Japonska tak lze najít u buddhistických chrámů řady stejných soch Džizóa, které jsou oblečeny do pletených svetrů a čepic.

## Legendy
Jedna z legend praví, že v Japonsku žili kdysi manželé, kteří byli velmi chudí. Když přišla zima, chtěli si na střechu pořídit nový rákos. Žena dala muži vlastnoručně utkanou látku, aby ji prodal. Když ji nikdo nekoupil, muž se smutně vracel domů. Cestou potkal prodavače klobouků, se kterým vyměnil látku za pět klobouků. Začalo sněžit. Když šel dále, spatřil šest soch bódhisattvy Džizóa, jak nehybně stojí. Muž je oprášil od sněhu a každému dal na hlavu klobouk. Na posledního už klobouk nezbyl, proto mu muž daroval svůj vlastní. Když se vrátil domů, šel se ženou spát. Ráno někdo zaklepal na dveře a když manželé otevřeli, spatřili hrnec plný zlata a v dálce šest postav, jak sestupují z kopce.